# Frances Margaret Irby
Frances Margaret Irby, contessa di Kimberley (1º dicembre 1884 – 4 gennaio 1950), è stata una nobildonna inglese che fece parte dei Bright Young People.

## Biografia
Era l'unica figlia di Leonard Irby, e della sua seconda moglie, Mary Brandling.
Venne descritta come una ragazza alta, snella e fiera, una tipica bellezza inglese.
Per la sua presentazione a corte, il 1º giugno 1906, la sua madrina era Lady de Blaquiere. Secondo le riviste dell'epoca, Frances venne descritta come una ragazza irrequieta.

## Matrimoni

### Primo Matrimonio
Sposò, il 12 dicembre 1905, Sir Morgan Crofton, VI Baronetto (27 novembre 1879 – 8 dicembre 1958), figlio del capitano Edward Crofton. La coppia divorziò l'8 aprile 1910. Ebbero un figlio:
- Morgan George Crofton (18 aprile 1907 – 31 marzo 1947)[2], sposò Rosalie Tillotson, ebbero un figlio;

### Secondo Matrimonio
Frances lasciò Crofton per James Montagu (1887–1971), figlio di James Wilson Montagu, senza aspettare il divorzio, creando un enorme scandalo, dal momento che andò a vivere con Montagu. La coppia si sposò il 22 ottobre 1910. La coppia divorziò nel 1921.

### Terzo Matrimonio
Sposò, il 5 maggio 1922, John Wodehouse, III conte di Kimberley (11 novembre 1883 – 16 aprile 1941), figlio di John Wodehouse, II conte di Kimberley. Ebbero un figlio:
- John Wodehouse, IV conte di Kimberley (12 maggio 1924 – 26 maggio 2002)[2]